# Behrn Arena (hokej na lodzie)
Behrn Arena – wcześniej Örebro Ishall, Toyotahallen i Vinterstadion. Kryte lodowisko położone w Örebro, na którym swoje mecze rozgrywa drużyna hokejowa SHL – Örebro HK. Obiekt powstał w 1965 roku i może pomieścić 5 500 widzów.